# Els cinc delfins
Els cinc delfins (erròniament anomenada Els cinc dofins) és el nom que va rebre la cèlebre davantera que va tenir el RCD Espanyol a finals dels anys 60.

## Història
L'any 1966 arriba a la presidència del RCD Espanyol, Joan Vilà i Reyes, que va ajuntar cinc jugadors d'alta qualitat que formarien una grandíssima davantera. L'any 1964, junt amb el veterà Alfredo Di Stéfano, el club va fitxar al jove salmantí José María Rodilla, procedent del Reial Valladolid. A partir d'aquest moment el club va canviar la seva política de fitxatges, i va decidir apostar per joves jugadors amb talent en lloc de velles glòries. D'aquesta manera, la temporada 1965-1966, el club català fitxava a Carmelo Amas, procedent de la Reial Societat i a José María, del Reial Oviedo. La temporada següent, es va completar la davantera dels Cinc Dofins, amb els fitxatges del paraguaià Cayetano Re, procedent del FC Barcelona, i de Marcial Pina, de l'Elx CF. Junts van jugar 3 temporades senceres, si bé després de la marxa de Marcial Pina, els altres quatre dofins van seguir al club fins a principis dels 70. També s'uní al grup Ramón Miralles, conegut com el sisè delfí.
El bon futbol marcadament ofensiu desplegat sobre el terreny de joc, amb un tercer lloc a la lliga espanyola inclòs, va fer que aquella època quedés marcada a tots els seguidors pericos com una de les millors davanteres de la història del club. El qualificatiu de «dofins» es deu a una mala interpretació del nom amb què va batejar aquesta davantera el periodista José María Ducamp, «Los Delfines» als que definia com a hereus o delfins de la davantera del Reial Saragossa formada per Canario, Santos, Marcelino, Villa i Lapetra, coneguda com els cinc magnífics. La gent va interpretar el nom com el del cetaci, degut, en part, a l'èxit de la sèrie televisiva Flipper.

## Integrants
La davantera era recitada de la següent forma: Amas, Marcial, Re, Rodilla i José María.
- Extrem dret: Carmelo Amas
- Organitzador: Marcial Pina
- Davanter centre: Cayetano Re
- Davanter centre: José María Rodilla
- Extrem esquerre: José María García Lavilla